# لزهر حاج عيسى
لزهر الحاج عيسى (من مواليد 23 مارس 1984 في باتنة)، لاعب كرة قدم جزائري محترف يلعب حاليًا كلاعب خط وسط مهاجم لفريق النادي الرياضي لبلدية مروانة الرابطة الجزائرية .

## المسيرة الكروية

### الأندية
بدأ حاج عيسى مشواره الكروي مع نادي مولودية باتنة فئة الشباب سنة 1994 قبل أن ينتقل إلى نادي وفاق سطيف سنة 2004. القادسية الكويتي 2011 . الشارقة الإماراتي 2012 وانصم إلى نادي سريع الحروش في 2013 ثم تم فسخ عقده
نال حاج عيسى جائزة أفضل لاعب في الدوري الجزائري موسم 2005-2006 بفضل أدائه الرائع مع نادي وفاق سطيف.
كان موسم 2006-2007 أفضل موسم أداه حاج عيسى مع ناديه وفاق سطيف، حيث فاز بلقب بطولة الدوري الجزائري وكأس دوري أبطال العرب واختير في 21 أيار / مايو 2007 أفضل لاعب في دوري أبطال العرب.
مع بداية موسم 2007-2008، تعرض حاج عيسى إلى حادث سيارة رفقة بعض زملاءه في النادي، لكنه تمكن من العودة إلى النشاط الرياضي (بفضل الله) في شهر ديسمبر 2007. حيث تمكن مع ناديه وفاق سطيف في نفس الموسم من الفوز بكأس دوري أبطال العرب للمرة الثانية على التوالي، واحتلال المركز الثالث في الدوري الجزائري.
في الميركاتو الشتوي سنة 2016 م وقع دون مقابل لمصلحة فريقه الأصلي مولودية باتنة في عقد يمتد لـ 6 أشهر.

### المنتخب الجزائري
كانت أول مشاركة مداني مع المنتخب الجزائري في 08 أكتوبر 2005 في المباراة التي جرت ضد المنتخب الغابوني.شارك مع المنتخب في 4 مباريات لحد الآن.
وطرحت قضية غياب لزهر حاج عيسى عن صفوف «الخضر» كثيرا من التساؤلات في الشارع الرياضي الجزائري، حتى رضخ رابح سعدان المدير الفني السابق للخضر للضغوط التي مارستها عليه الجماهير وقيامه باستدعاء مدلل أنصار «الكحلاء والبيضاء» خلال المعسكر التدريبي الذي أقامه استعدادا لمواجهة الفراعنة في إطار تصفيات المونديال.
ولكن سرعان ما وجد «باجيو العرب» نفسه بعيدا عن المنتخب ومحروما من مكافأة الفوز على الفراعنة؛ لأنه لم يتمالك أعصابه واحتج على عدم إشراكه في هذه المباراة وقد كان يرى أنه الأحق باللعب في هذا الـ«دربي».
حاج عيسى ومرض القلب
بات المشوار الكروي للدولي الجزائري لزهر حاج عيسى نجم نادي وفاق سطيف مهددا بالفعل بعدما تبين أنه يعاني من مشاكل في القلب وقد نُقل إلى سويسرا لإجراء فحوصات دقيقة على يد خبراء متخصصين من الاتحاد الدولي لكرة القدم (فيفا)و قد أثيرت شكوك حتى حول مكان تواجده خلال نوفمبر 2010 وبداية ديسمبر حيث أشيع أنه دخل السجن وأنه هرب وغير الفريق قبل أن ينف ذلك الرئيس السابق لوفاق سطيف عبد الحكيم سرار أنه سيعود رسميا إلى الملاعب بعد نتائج الفحوصات الطبية التي أجراها «باجيو العرب» عند أطباء مختصين في إيطاليا والتي كشفت أن اللاعب حاج عيسى لا يعاني من أي أمراض تعيقه من مزاولة مشواره الكروي.

## الإنجازات

### الفردية
- جائزة أفضل لاعب في الدوري الجزائري عام 2006
- جائزة أفضل لاعب في دوري أبطال العرب عام 2007

### الأندية
- كأس دوري أبطال العرب مع نادي وفاق سطيف عام 2007.
- كأس دوري أبطال العرب مع نادي وفاق سطيف عام 2008.
- بطولة الدوري الجزائري مع نادي وفاق سطيف عام 2007
- بطولة الدوري الجزائري مع نادي وفاق سطيف عام 2009
- كأس الجمهورية الجزائرية مع نادي وفاق سطيف عام 2010
- كاس شمال أفريقيا للاندية البطلة 2009
- بطولة الدوري الكويتي مع القادسية الكويتي 2012
- كأس أميرالكويت مع القادسية 2012

## روابط خارجية
- لزهر حاج عيسى على موقع قاعدة بيانات كرة القدم.إي يو (الإنجليزية)
- لزهر حاج عيسى على موقع ناشيونال فوتبول تيمز (الإنجليزية)
- لزهر حاج عيسى على موقع Soccerway.com (الإنجليزية)
- لزهر حاج عيسى على موقع عالم كرة القدم.نت (الإنجليزية)
- لزهر حاج عيسى على موقع كووورة
- لزهر حاج عيسى على موقع AS.com (الإسبانية)